# Rudi Požeg Vancaš
Rudi Požeg Vancaš (Novo Mesto, 15 de marzo de 1994) es un futbolista esloveno que juega en la demarcación de centrocampista para el Diósgyőri VTK de la Nemzeti Bajnokság I.

## Selección nacional
Tras jugar con la selección de fútbol sub-17 de Eslovenia, la sub-18, la sub-19, la sub-20 y la sub-21, finalmente debutó con la selección absoluta el 19 de noviembre de 2018. Lo hizo en un partido de la Liga de Naciones de la UEFA 2018-19 contra Bulgaria que finalizó con un resultado de empate a uno tras los goles de Galin Ivanov para Bulgaria, y de Miha Zajc para Eslovenia.

## Clubes
| Club                          | País       | Año       | Partidos | Goles |
| ----------------------------- | ---------- | --------- | -------- | ----- |
| N. K. Kolpa                   | Eslovenia  | 2012-2015 | 32       | 13    |
| N. K. Domžale                 | Eslovenia  | 2015-2017 | 113      | 9     |
| N. K. Celje                   | Eslovenia  | 2018-2019 | 103      | 26    |
| N. K. Maribor                 | Eslovenia  | 2019-2022 | 94       | 18    |
| F. C. Chornomorets Odesa      | Ucrania    | 2022      | 0        | 0     |
| F. C. Tobol Kostanai (cedido) | Kazajistán | 2022      | 6        | 1     |
| F. C. Koper                   | Eslovenia  | 2022-2023 | 25       | 2     |
| Diósgyőri VTK                 | Hungría    | 2023-     | 61       | 10    |

## Palmarés

### Campeonatos nacionales
| Título            | Club          | País      | Año  |
| ----------------- | ------------- | --------- | ---- |
| Copa de Eslovenia | N. K. Domžale | Eslovenia | 2017 |

### Distinciones individuales
| Distinción                                    | Año               |
| --------------------------------------------- | ----------------- |
| Once ideal de la Primera Liga de Eslovenia    | 2017-18 y 2018-19 |
| Mejor jugador de la Primera Liga de Eslovenia | 2018-19           |